# Бургон (Казахстан)
Бурго́н (каз. Бұрғон) — село у складі Урджарського району Абайської області Казахстану. Входить до складу Урджарського сільського округу.
Населення — 87 осіб (2021; 298 у 2009, 264 у 1999, 313 у 1989).
Національний склад станом на 1989 рік:
- казахи — 100 %